# فرانک دهنه
فرانک دهنه (انگلیسی: Frank Dehne؛ زادهٔ ۱۴ فوریهٔ ۱۹۷۶) یک بازیکن والیبال اهل آلمان است.